# Harald Krusche
Harald Wiktor Krusche (ur. 21 marca 1909 w Łodzi, zm. 27 stycznia 2014 w Black Diamond) – magister inżynier chemii, oficer kawalerii Wojska Polskiego.

## Życiorys
Był synem Edwarda Krusche, inżyniera chemika, właściciela fabryki chemicznej - Towarzystwa Akcyjnego Fabryk Wyrobów Bawełnianych Krusche i Ender w Pabianicach. Jego siostra Nora (1912-2004) była żołnierzem Armii Krajowej (ps. „Karin”) i profesorem doktorem habilitowanym ogrodnictwa SGGW w Warszawie. Żonaty z Janiną z Wierzyńskich, która zginęła w powstaniu warszawskim, a od 1951 z Magdaleną Suską, geologiem.
Ukończył Gimnazjum Państwowe im. Jędrzeja Śniadeckiego w Pabianicach i Szkołę Podchorążych Rezerwy Kawalerii w Grudziądzu, w latach 1929-1930. Następnie studiował na Wydziale Chemicznym Politechniki Gdańskiej, a później Politechniki Lwowskiej. Był oficerem rezerwy 4 Pułku Strzelców Konnych Ziemi Łęczyckiej w Płocku, 14 Pułku Ułanów Jazłowieckich w garnizonie Lwów i 27 Pułku Ułanów w Nieświeżu.
23 marca 1939 zmobilizowany został w Szwadronie Zapasowym 27 Pułku Ułanów w Łukowie i wyznaczony na dowódcę Kolumny Taborowej Kawalerii Nr 945, która była jednym z pododdziałów Nowogródzkiej Brygady Kawalerii dowodzonej przez Władysława Andersa. W składzie tej brygady odbył kampanię wrześniową, a po jej zakończeniu dostał się do niewoli sowieckiej, z której uciekł i przedostał się do Generalnego Gubernatorstwa. Niemcy zamknęli go w Oflagu IIC w Woldenbergu. Pod koniec wojny po udanej ucieczce z obozu jenieckiego przedostał się przez Danię, Szwecję do Wojska Polskiego w Szkocji.
Po wojnie zdecydował się na emigrację do Kanady. Jako pionier w dziedzinie inżynierii chemicznej uruchomił pierwszą fabrykę do produkcji propanu w Kanadzie (Turner Valley) i największą fabrykę petrochemiczną w Kanadzie (Celanese). Następnie czynnie działał w inżynierii ochrony środowiska (Edmonton).
Po przejściu na emeryturę zbudował 42-stopowy slup ”Bachmat" i drewniany dom w Hilo na Hawajach, w którym pisał swoje wspomnienia. W wolnym czasie parał się astrofizyką.
18 kwietnia 2008 Minister Obrony Narodowej Bogdan Klich uznał stopień rotmistrza nadany Haraldowi Krusche przez Rząd Rzeczypospolitej Polskiej na Uchodźstwie.

## Awanse
- podporucznik ze starszeństwem z 1 stycznia 1932 i 127 lokatą w korpusie oficerów rezerwy kawalerii
- rotmistrz − 10 listopada 1990
- major − 16 maja 2008